# 拜库尔
拜库尔（法語：Bayecourt，法語發音：[bɛkuʁ] ⓘ）是法国大东部大区孚日省的一个市镇，位于该省中北部，属于埃皮纳勒区和埃皮纳勒城市圈公共社区。

## 地理
拜库尔（48°15'59"N, 6°29'18"E）面积6.92 平方千米，位于法国大東部大區孚日省，该省份为法国东北部内陆省份，北起默兹省和默尔特-摩泽尔省，西接上马恩省，南至上索恩省和贝尔福地区省，东临上莱茵省和下莱茵省。
与拜库尔接壤的市镇（或旧市镇、城区）包括：维隆库尔、巴德梅尼勒欧布瓦、迪尼翁维尔、迪尔比永河畔多梅夫尔、塔翁莱孚日。
拜库尔的时区为UTC+01:00、UTC+02:00（夏令时）。

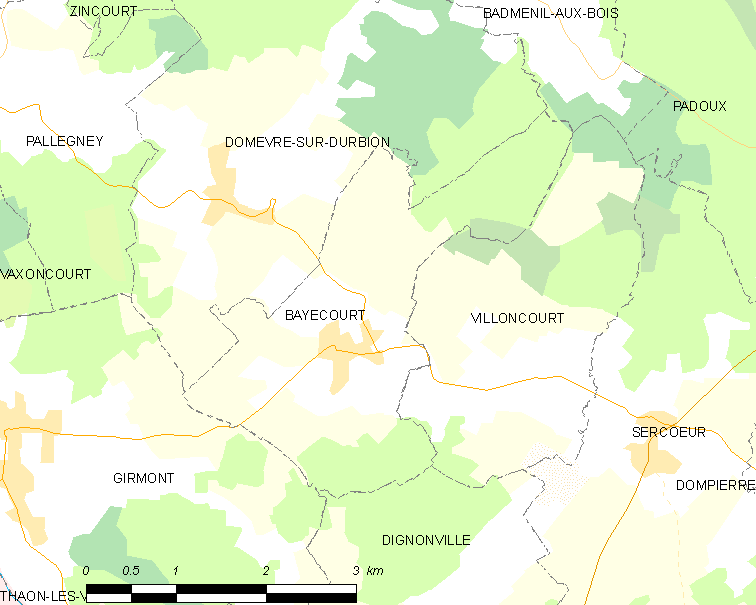
拜库尔的OSM定位图

## 行政
拜库尔的邮政编码为88150，INSEE市镇编码为88040。

## 政治
拜库尔所属的省级选区为布吕耶尔县。

## 交通
孚日省省道D10线和D62线在境内交汇。

## 人口

1962-2008年间拜库尔人口变化图示

拜库尔于2022年1月1日时的人口数量为234人。